# Guinan
Guinan es un personaje ficticio de la serie Star Trek: The Next Generation. También aparece en las películas de Star Trek VII: La próxima generación y Star Trek: némesis. En todos los casos es interpretada por la actriz Whoopi Goldberg (reconocida trekkie, fan de la serie), 

## Biografía
Guinan es una Elauriana, una raza cuyos individuos pueden llegar a vivir más de 500 años. Su planeta fue duramente atacado por los borg, dispersando a unos pocos supervivientes por la Galaxia. Llegó a la Federación junto con varios miembros de su especie en tiempos, cuando el capitán Kirk todavía estaba en el Enterprise-B teniendo justo antes la experiencia del Nexus, un lugar de energía equivalente a un paraíso para cualquiera que va hacia allí.
Guinan aparece por primera vez en el primer episodio de la segunda temporada (El Niño). Aparece varias veces por temporada, siendo en algunos episodios (por ejemplo "Time Arrow") verdadera coprotagonista. Se ocupa de atender el bar Ten Forward en el Enterprise y muestra una gran sabiduría respecto a lo que ocurre alrededor suyo. Es una gran amiga del capitán Jean Luc Picard, a quien le gusta charlar con ella y oír sus consejos en ocasiones muy particulares. Más tarde se descubre que ella lo conoció en el pasado, 500 años antes, en la Tierra, cuando Picard y otros tuvieron que viajar hacia el pasado para neutralizar una amenaza alienígena contra la Tierra.
Más tarde ella ayuda a Picard a detener a Soran, cuando intenta volver al Nexus otra vez de forma homicida, donde él estuvo igual que ella para sentir el paraíso que él también experimentó en tiempos de Guinan.
- Datos: Q1078955